# Ferrohornblenda
La ferrohornblenda és un mineral de la classe dels silicats que pertany al grup del nom arrel hornblenda, dins dels amfíbols. El seu nom fa referència al seu contingut de ferro(II), anteriorment anomenat ferrós, d'un vell terme alemany per minerals foscos sense valor, horn, i del mineral "blenda", el nom del qual significa enganyar, degut a la similitud que aquest i altres minerals similars tenen amb altres minerals més valuosos que ells.

## Característiques
La ferrohornblenda és un aluminosilicat de fórmula química ☐Ca₂(Fe₄2+Al)(Si₇Al)O22(OH)₂. A més dels elements de la seva fórmula també pot contenir impureses de titani, manganès, sodi i potassi. La ferrohornblenda forma una sèrie de solució sòlida amb la magnesiohornblenda, de la qual és el terme extrem ric en ferro. La substitució gradual del ferro per magnesi va donant els diferents minerals de la sèrie.
La ferrohornblenda cristal·litza en el sistema monoclínic; els seus cristalls són prismàtics i poden arribar a fer 10 cm de longitud, i poden créixer en forma de vores sobre piroxens. El seu cor varia de verd fosc a negre, també pot ser de color marró verdós i, més rarament, de color verd clar. La seva duresa a l'escala de Mohs és de 5 a 6.
Segons la classificació de Nickel-Strunz, la ferrohornblenda pertany a «09.DE - Inosilicats amb 2 cadenes dobles periòdiques, Si₄O11; clinoamfíbols» juntament amb els següents minerals: antofil·lita, cummingtonita, clinoholmquistita, grunerita, manganocummingtonita, manganogrunerita, permanganogrunerita, ferrofluoropedrizita, ferrifluoroleakeïta, actinolita, ferritschermakita, ferroactinolita, ferrotschermakita, joesmithita, magnesiohornblenda, tremolita, tschermakita, cannilloïta, fluorcannilloïta, parvomanganotremolita, fluorotremolita, potassicfluoropargasita, edenita, ferroedenita, ferrokaersutita, ferropargasita, hastingsita, kaersutita, magnesiohastingsita, pargasita, sadanagaïta, fluoroedenita, potassicferroferrisadanagaïta, potassicsadanagaïta, potassicpargasita, potassicferrosadanagaïta, magnesiofluorohastingsita, potassicfluorohastingsita, potassicclorohastingsita, fluoropargasita, parvomanganoedenita, potassiccloropargasita, potassicferrocloroedenita, potassicmagnesiohastingsita, potassicferropargasita, cromiopargasita, ferrotaramita, barroisita, ferroferribarroisita, ferroferriwinchita, ferribarroisita, ferroferritaramita, ferroferricatoforita, ferrobarroisita, ferrorichterita, ferrowinchita, ferrokatophorita, ferritaramita, magnesiotaramita, richterita, winchita, taramita, fluororichterita, katophorita, potassicfluororichterita, potassicrichterita, ferrighoseïta, ferriwinchita, fluorotaramita, arfvedsonita, eckermannita, ferroeckermannita, ferroglaucòfan, glaucòfan, potassicmanganileakeïta, manganoarfvedsonita, ferrileakeïta, magnesioriebeckita, magnesioarfvedsonita, nyboïta, riebeckita, manganomanganiungarettiïta, ferroferrinyboïta, clinoferroferriholmquistita, ferrinyboïta, ferroferrileakeïta, ferroferrifluoroleakeïta, sodicferriclinoferroholmquistita, magnesiofluoroarfvedsonita, ferripedrizita, potassicferrileakeïta, fluoronyboïta, manganidellaventuraïta, fluoropedrizita, potassicarfvedsonita, ferriobertiïta, potassicmagnesiofluoroarfvedsonita, ferroferripedrizita, potassicmagnesioarfvedsonita, pedrizita, ferropedrizita, fluoroleakeïta i ferroferriobertiïta.

## Formació i jaciments
La ferrohornblenda es forma a partir de granits, granodiorites i metabasaltos; és comuna en amfibolites (roques metamòrfiques riques en amfíbols i actinolita) i esquistos.
Ha estat trobada a Alemanya, Austràlia, Àustria, Bolívia, el Brasil, el Canadà, Corea del Nord, Eslovàquia, Eslovènia, Espanya, els Estats Units, França, Groenlandia, l'Índia, Itàlia, el Kazakhstan, el Kirguizstan, Noruega, el Perú, Polònia, Portugal, el Regne Unit, Rússia, Sri Lanka, Sud-àfrica, Suècia i la Xina. Ala territoris de parla catalana, s'ha trobat ferrohornblenda a Catalunya a Coma Fosca i Sant Miquel, al Monestir de Poblet, i al País Valencià a la pedrera Los Serranos, a la localitat d'Albatera (Alacant) i en una ocurrència de quars blau de la localitat d'Altura (Castelló).
Sol trobar-se associada amb altres minerals com: hedenbergita (en granits); biotita, epidota, albita i quars (en anfibolites).